# Hội đồng Nghiên cứu Quốc gia Hoa Kỳ
Hội đồng Nghiên cứu Quốc gia Hoa Kỳ viết tắt NRC (tiếng Anh: National Research Council, khi cần phân biệt thì viết là United States National Research Council) là một tổ chức phi lợi nhuận tư nhân ở Hoa Kỳ, thực hiện xuất bản các báo cáo về các chính sách định hình, thông báo ý kiến công chúng, và đi trước sự theo đuổi của khoa học, kỹ thuật, và y học.
Hội đồng là bộ phận nghiên cứu của, nhưng không phải thành viên của Viện Hàn lâm Khoa học, Kỹ thuật và Y học Quốc gia Hoa Kỳ (National Academies of Sciences, Engineering, and Medicine). Điều này không giống như các Viện Hàn lâm Khoa học Quốc gia (NAS, National Academy of Sciences), Viện Hàn lâm Kỹ thuật Quốc gia (NAE, National Academy of Engineering) hoặc Viện Hàn lâm Y học Quốc gia (NAM, National Academy of Medicine, trước đây là Viện Y học, Institute of Medicine).
NRC được thành lập năm 1916.